# Bartholomäus Holzhauser

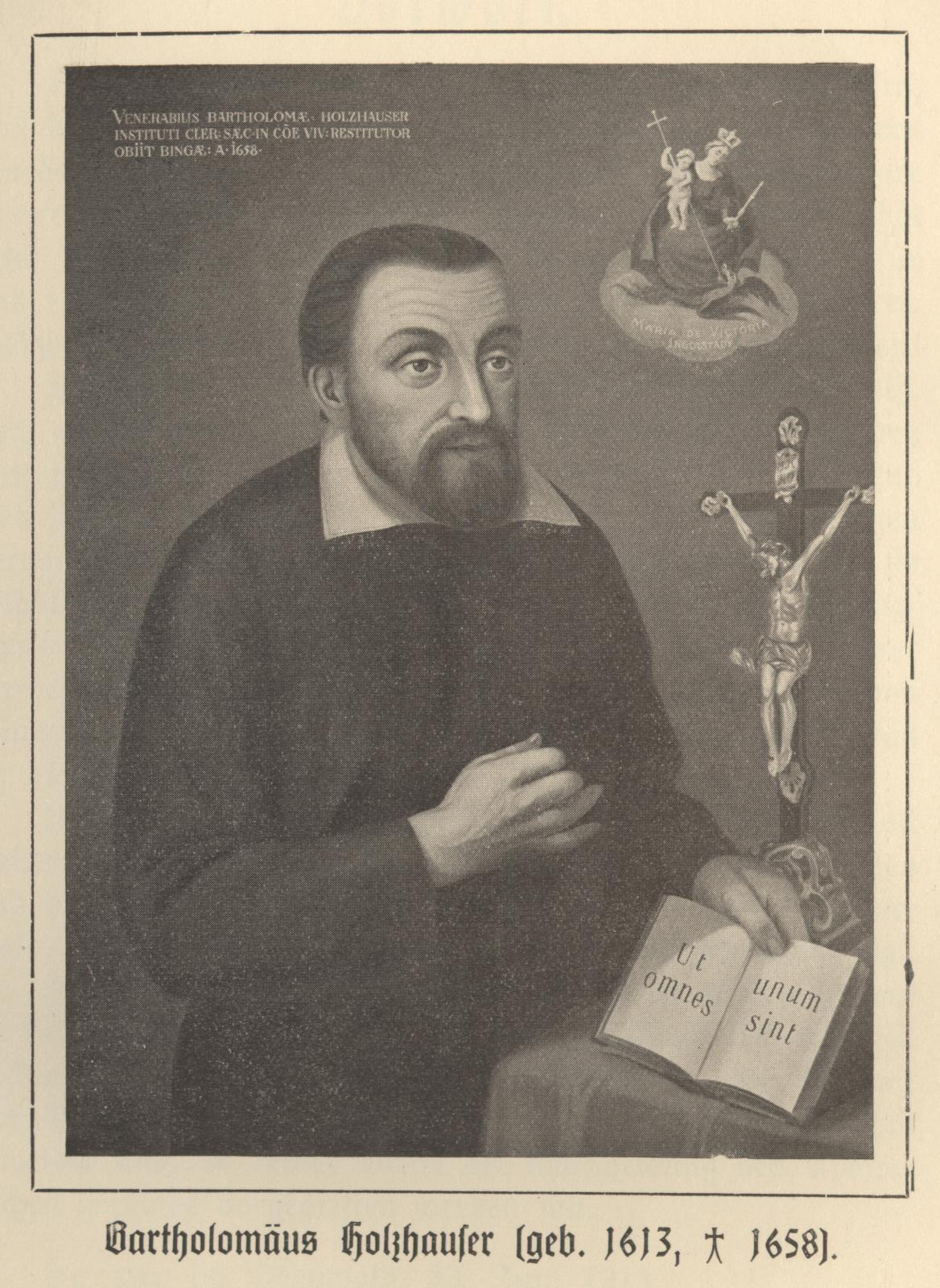
Bartholomäus Holzhauser, zeitgenössisches Gemälde

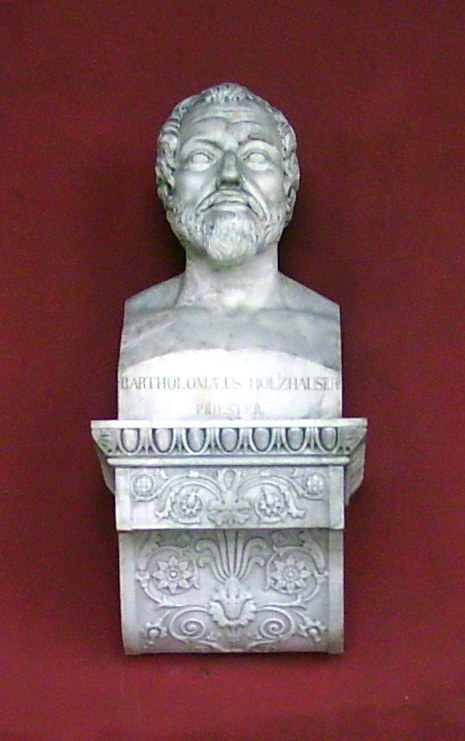
Bartholomäus Holzhauser in der Ruhmeshalle, München.

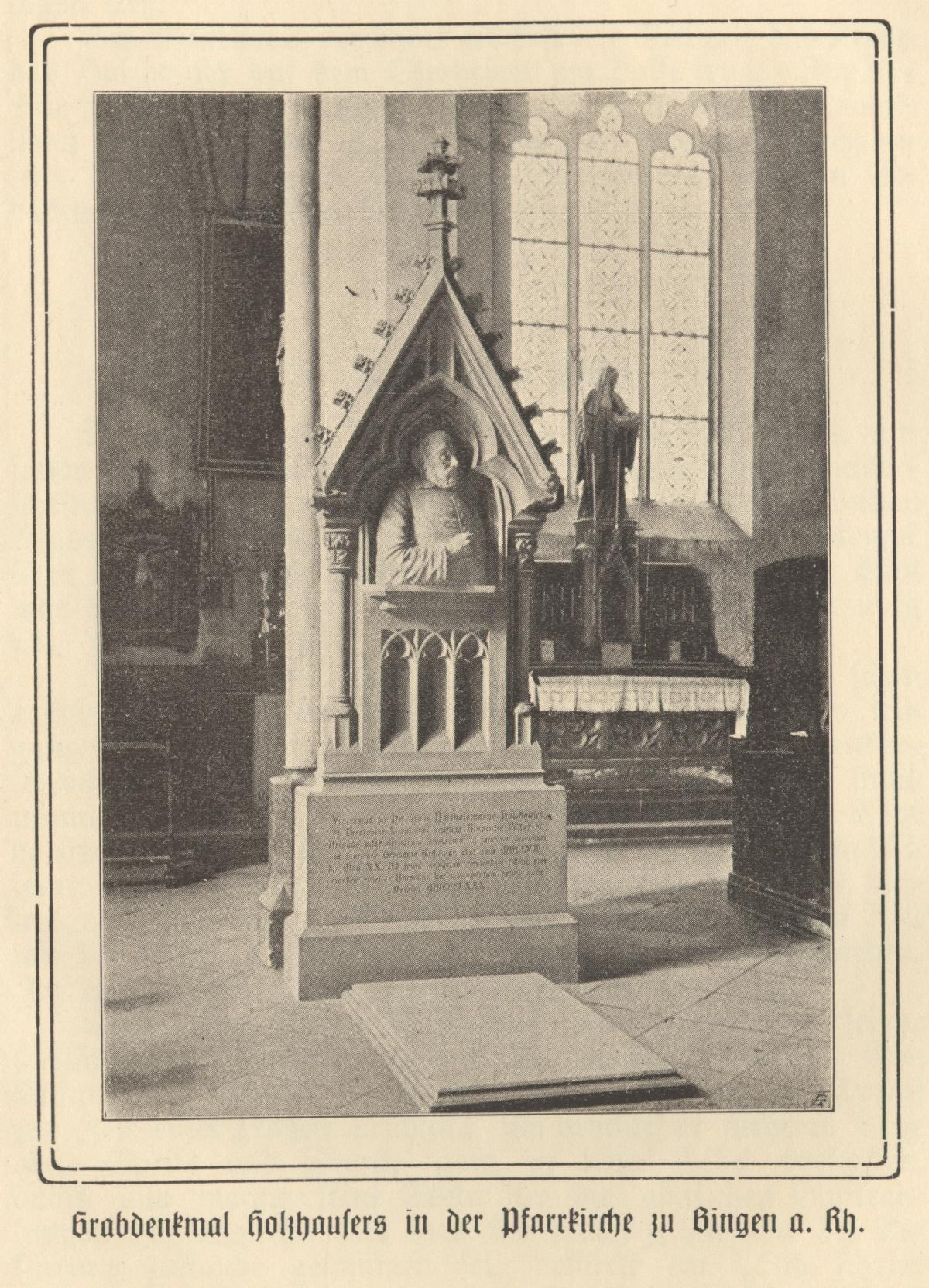
Aufnahme von Holzhausers Grabstätte in Bingen, 1913

Bartholomäus Holzhauser (* 24. August 1613 in Laugna; † 20. Mai 1658 in Bingen) war katholischer Priester, Gründer des „Instituts der in Gemeinschaft lebenden Weltpriester“ (sogenannte „Bartholomiten“), später Pfarrer bzw. Dekan in Bingen und Berater des Kurfürsten von Mainz.

## Leben

### Herkunft und frühes Wirken
Holzhauser wurde als Sohn eines armen Schuhmachers im schwäbischen Laugna geboren. Nach dem Besuch einer Lateinschule in Augsburg und des Jesuitengymnasiums in Neuburg an der Donau begann er 1633 sein Universitätsstudium in Ingolstadt. Dieses schloss er 1640 als Lizenziat der Theologie ab. Bereits Pfingsten 1639 war er zum Priester geweiht worden.
Schon während des Studiums entstand der brennende Wunsch, eine Gemeinschaft von Weltpriestern zu gründen, die auf den Grundpfeilern Wohngemeinschaft, Gütergemeinschaft und Ausschluss von Frauen aus dem geistlichen Haushalt basieren sollte. Ursache und Anregung des Vorhabens waren die Zeitumstände während und nach dem Dreißigjährigen Krieg, als viele Priester vertrieben oder auch vom Glauben abgefallen waren. Die noch treuen Geistlichen waren oft „Einzelkämpfer“, die sich mit niemandem austauschen oder beraten konnten. Um nicht verhungern zu müssen, hatten sie auch allerlei weltliche Geschäfte in Stall und Feld zu besorgen, was nicht selten zu einer Vernachlässigung der geistlichen Pflichten führte. Holzhauser wollte die „verstreuten Steine des Heiligtums sammeln“, Priester einer jeweils bestimmten Gegend örtlich zusammenfassen, in diese Häuser auch junge Männer aufnehmen, um sie als Priesternachwuchs heranzubilden, und die Finanzen gemeinsam verwalten, um die Geistlichen von der Sorge um Nahrung und Obdach zu befreien bzw. ihnen im Krankheitsfall Sicherheit zu bieten. Im Grunde war es die fortschrittliche Idee einer „Genossenschaft von  Weltpriestern, zur Bündelung der Kräfte nach innen und außen“, nämlich zur Konsolidierung von Spiritualität und Organisation nach innen und zum effizienteren Apostolat nach außen.

### Stifter der Priestergemeinschaft
Holzhauser scharte zunächst in Ingolstadt die drei Priester Kettner, Gündel und Rottmayer um sich, dann zogen sie über Altötting, wo sie das Werk Maria weihten, ins weitgehend von den Kriegsereignissen verschonte Erzstift Salzburg. Johann Christoph von Liechtenstein-Kastelkorn, Salzburger Suffraganbischof des Bistums Chiemsee, unterstützte ihr Anliegen und wies ihnen das ehemalige Kollegiatstift St. Laurentius in Tittmoning zu. Unter dem Schutz des ihnen sehr gewogenen Bischofs entstand hier die erste Gemeinschaft der „Bartholomäer“ oder „Bartholomiten“, wie man die neue – oder besser im kirchlichen Altertum wiederentdeckte – geistliche Lebensform nannte. Holzhausers Ankunft dort am 1. August 1640 galt später als Gründungsdatum der Priestergemeinschaft, obgleich es keinen formalen Gründungsakt gab. Auch Holzhausers Bruder Melchior, später Pfarrer von Büdesheim bei Bingen, trat hier der Vereinigung bei. Das Werk wuchs, Priester aus Bayern und aus dem Salzburgischen schlossen sich verstärkt an. Bischof von Liechtenstein übertrug Holzhauser 1642 zusätzlich die Pfarrei von St. Johann im Tiroler Leukental. Auch dort gründete er eine Niederlassung der Kommunität, die sich um ihn im Pfarrhaus sammelte.
Als Bischof Johann Christoph von Liechtenstein-Kastelkorn 1643 starb, schmiedete man an der erzbischöflichen Kurie in Salzburg Intrigen gegen Holzhauser und seine neue geistliche Lebensform. Man versuchte, den Priesterbund aus der Gegend zu verdrängen, was jedoch nicht gelang. Trotzdem hemmte man dadurch vorerst ein weiteres Aufblühen der Gruppe. Zwar konnte Holzhauser die Bischöfe von Chur und Augsburg für sein Werk begeistern – ersterer erließ sogar ein Empfehlungsschreiben an seine Priester, der Gemeinschaft beizutreten –, aber aus dem mächtigen Salzburg, wo der Erzbischof seit 1648 als Primas Germaniae regierte, wurden die Bemühungen wieder weitgehend zunichtegemacht.
1646 durfte Bartholomäus Holzhauser Kaiser Ferdinand III. und Kurfürst Maximilian von Bayern eine Denkschrift über sein Werk und seine Absichten vorlegen. Der weitblickende Bayernfürst erkannte sofort den Nutzen der Neugründung und empfahl sie in Rom, wo alsbald, im Frühjahr 1647, Papst Innozenz X. „den frommen und heiligen Zweck des Instituts“ anerkannte.

### Berufung ins Erzbistum Mainz
1653 kam der Kurfürst von Mainz Erzbischof Johann Philipp von Schönborn zur Kur nach Bad Gastein. Als dortigen Reisebegleiter erhielt er den Salzburger Domdekan Graf Karl von Liechtenstein-Kastelkorn, einen Verwandten des verstorbenen Chiemseer Bischofs Johann Christoph von Liechtenstein-Kastelkorn. Er machte den Kurfürsten auf Holzhauser und dessen Gründung aufmerksam. Schönborn ließ sich den Priester und seine Genossen vorstellen, erbat eine neuerliche Denkschrift, die ihm Holzhauser auf dem Reichstag zu Regensburg überreichte, und begeisterte sich zusehends für die Idee.
Schönborn rief die Bartholomiten nach Würzburg, wo er ebenfalls Bischof war, und übertrug ihnen das dortige Priesterseminar. Auch hier versuchten Neider das Werk zu hintertreiben, was der Kurfürst allerdings energisch verhinderte. Zudem wollte er den im Rufe der Heiligkeit stehenden Bartholomäus Holzhauser als Berater in seiner Nähe wissen. Er bat ihn am 5. Februar 1655 nachdrücklich in einem persönlichen Brief, doch an den Rhein zu kommen und hier sein segensreiches Werk zu beginnen: „...Mit heißer Sehnsucht erwarten wir deine Ankunft und empfehlen Uns von ganzem Herzen Deinem Gebet. Dies schreibt Dir mit eigener Hand, der Dich von ganzem Herzen liebt, Johann Philipp, Kurfürst von Mainz.“
Ungern nahm Holzhauser aus Tirol Abschied, begab sich aber doch nach Rheinhessen, da er es für seine Gründung und sein Apostolat als erforderlich ansah. Im Frühjahr 1655 traf er in Mainz ein und wurde vom Domkapitel zum Pfarrer und Dekan im nahen Bingen ernannt. Generalvikar Wilderich von Walderdorff, der spätere Wiener Bischof, stellte ihn dort am 8. April des Jahres persönlich vor und führte ihn ein. Hier und im Umland reformierte Holzhauser nachhaltig das Glaubensleben und die Seelsorge. Er zog auch seinen Bruder Melchior nach, der Pfarrer von Büdesheim (heute ein Ortsteil von Bingen) wurde. Ein weiterer alter Mitstreiter Holzhausers, Dr. Rieger aus Eichstätt, verstarb 1659 als Pfarrer von Heppenheim (Bergstraße).

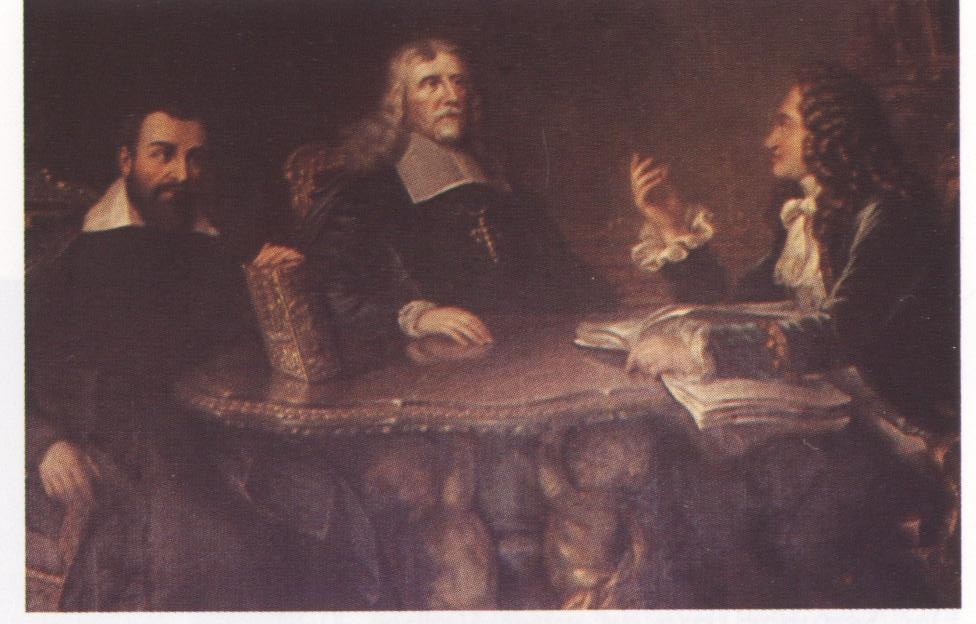
Bartholomäus Holzhauser (links), im Gespräch mit Erzbischof Johann Philipp von Schönborn (Mitte) und König Karl II. von England (rechts). Zeitgenössisches Gemälde.

In seiner Binger Amtszeit weilte Holzhauser oft als Berater von Erzbischof Johann Philipp von Schönborn an dessen Seite in der Sommerresidenz Geisenheim. Dorthin bat er ihn auch, als König Karl II. von England sich hier aufhielt. Bartholomäus Holzhauser hatte auf des Kurfürsten Einladung ein längeres Gespräch mit dem Monarchen und soll ihm dabei auch seinen Lebensgang und die spätere Regierungszeit vorausgesagt haben. Das soll Karl II. stark beeindruckt haben und war vermutlich die Ursache seiner Katholikentoleranz bzw. seines Glaubenswechsels am Lebensende.
Kurz vor Holzhausers Tod begann sich seine Kommunität durchzusetzen, ging aber später mehr und mehr zurück. Hauptursache dafür waren die sich ändernden Zeitumstände, besonders das Gesunden der diözesanen Strukturen im Zuge der Gegenreformation und als Frucht des Trienter Konzils, woran Holzhausers Vereinigung auch selbst tätigen Anteil hatte. Dennoch blieb die Idee der Weltpriestervereinigung bestehen und begeisterte immer wieder Gruppen im Klerus. Beispielsweise gehörten 4 Mainzer und 2 Wormser Weihbischöfe der Priestergemeinschaft an, unter ihnen der bedeutende Bischof Christoph Nebel (1690–1769). Erst in der Säkularisation 1803 verschwanden die letzten organisatorischen Reste von Holzhausers Stiftung. Aber schon 1858 gründete der Priester Johannes Ibach mit anderen Geistlichen zu Marienthal (Geisenheim), im Rheingau, wo das Gedächtnis an Holzhausers Werk noch lebendig war, eine neue „Vita communis“ nach seiner Regel. Ibach wurde aber vom Limburger Bischof Peter Josef Blum zurückberufen, nachdem die nassauische Landesregierung die junge Kommunität massiv unterdrückte, zur Auflösung drängte und die Mitglieder des Landes verweisen wollte. Die Idee eines gemeinsamen Lebens von Weltpriestern besteht trotzdem weiter und gilt gerade jetzt, im Zeitalter des akuten Priestermangels und der Schrumpfung kirchlicher Strukturen, wieder als Zukunftsmodell.

### Nachruhm
Bartholomäus Holzhauser starb 45-jährig im Ruf der Heiligkeit und wird – besonders in der Gegend um Bingen – bis heute verehrt. Sein Grab mit schönem Denkmal befindet sich in der dortigen Pfarrkirche. Darauf verzeichnete man u. a. den Ehrentitel: „Der Wiederhersteller des gemeinsamen Priesterlebens in Oberdeutschland“. Der Mainzer Weihbischof Matthias Starck, einst Holzhausers Kaplan in Bingen, der ihm auch die Sterbesakramente gespendet hatte, bezeichnete ihn als „vollendetes Muster eines Priesters, erfüllt mit kirchlicher Gesinnung und Seeleneifer, geziert mit allen Tugenden, besonders aber ausgezeichnet durch Demut und Einfalt.“ Ansätze zur Seligsprechung des Binger Dekans sind von offizieller Seite bisher nicht weiterverfolgt worden. Es wurden und werden jedoch Andachtsbildchen mit dem Bild von Bartholomäus Holzhauser hergestellt und verbreitet. Kardinal Karl Lehmann von Mainz hielt eine Laudatio zum 350. Todestag des Priesters.
Im Geburtsort Laugna sind der Bartholomäus-Holzhauser-Platz und eine Glocke der Pfarrkirche nach dem berühmten Sohn der Gemeinde benannt.
Holzhauser wird auch mit einer Büste in der Münchner Ruhmeshalle geehrt.